# جامعة مدراس
جامعة مدراس University of Madras هي جامعة حكومية في مدينة تشيناي في الهند، وهي واحدة من ثلاثة أقدم جامعات في الهند بجانب جامعة كلكتا وجامعة مومباي.
تأسست عام 1857 وفق نظام جامعة لندن بموجب مرسوم من المجلس التشريعي في الهند. وتقع في جنوب مدينة تشيناي، ولها فروع في ست مدن أخرى.